# Грумо-Невано
Грумо-Невано, Ґрумо-Невано (італ. Grumo Nevano) — муніципалітет в Італії, у регіоні Кампанія,  метрополійне місто Неаполь.
Грумо-Невано розташоване на відстані близько 185 км на південний схід від Рима, 12 км на північ від Неаполя.
Населення — 18 076 осіб (2014).

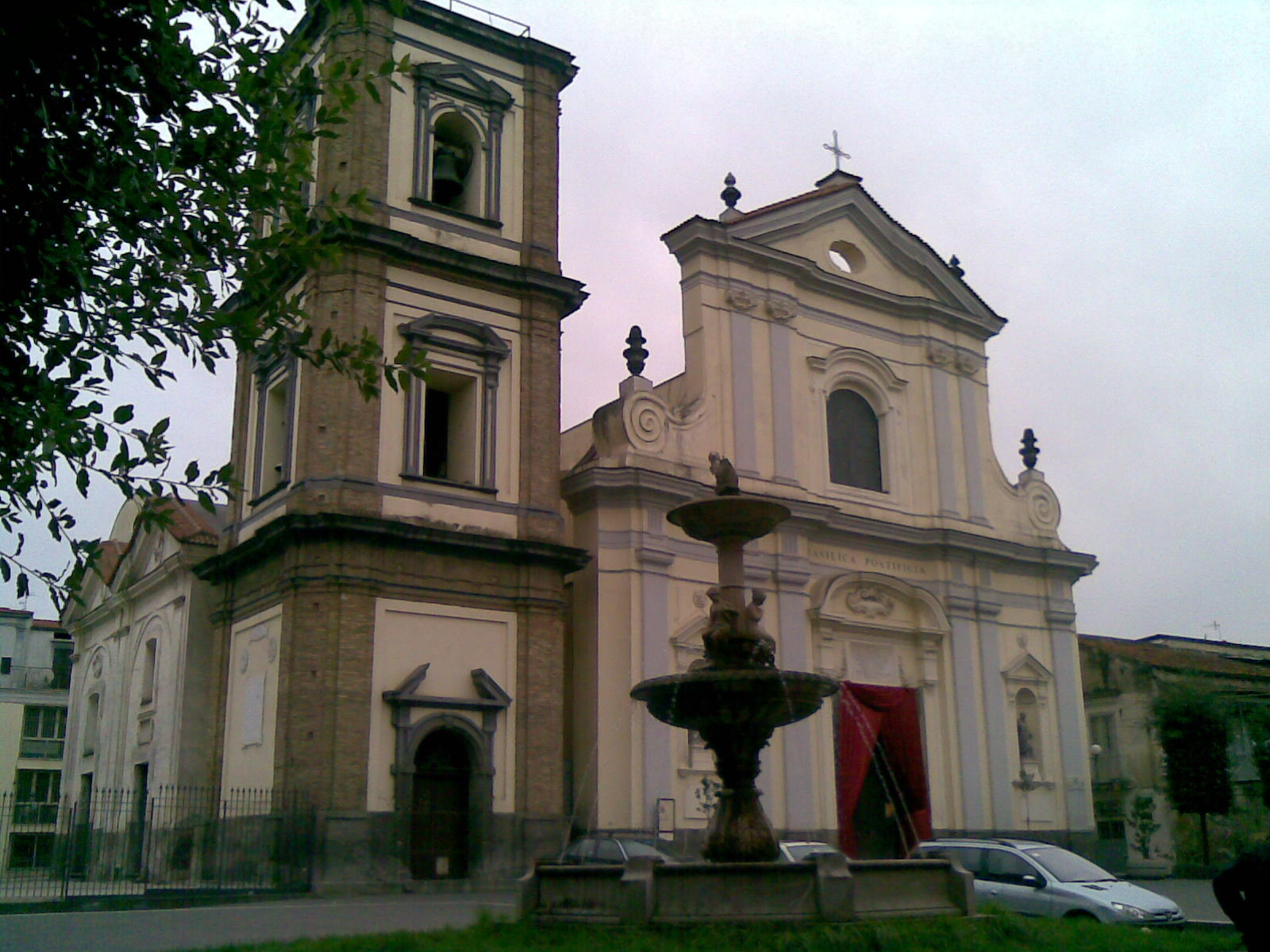

Щорічний фестиваль відбувається 16 січня. Покровитель — San Tammaro.

## Демографія
Населення за роками:

Станом на 1 січня 2023 року в муніципалітеті офіційно проживав 1371 іноземець з 37 країн, серед них 57 громадян країн Євросоюзу та 144 громадяни України.

## Сусідні муніципалітети
- Арцано
- Казандрино
- Фраттамаджоре
- Сант'Антімо
- Сант'Арпіно